# Рейнгем (Північна Кароліна)
Рейнгем (англ. Raynham) — місто (англ. town) в США, в окрузі Робсон штату Північна Кароліна. Населення — 60 осіб (2020).

## Географія
Рейнгем розташований за координатами 34°34′34″ пн. ш. 79°11′27″ зх. д. / 34.57611° пн. ш. 79.19083° зх. д. (34.576089, -79.190856).  За даними Бюро перепису населення США в 2010 році місто мало площу 0,32 км², уся площа — суходіл.

## Демографія
Згідно з переписом 2010 року, у місті мешкали 72 особи в 28 домогосподарствах у складі 20 родин. Густота населення становила 228 осіб/км².  Було 30 помешкань (95/км²).
Расовий склад населення:
| - 52,8 % — білих - 18,1 % — корінних американців - 18,1 % — чорних або афроамериканців - 6,9 % — азіатів - 4,2 % — осіб інших рас |

До двох чи більше рас належало 0,0 %. Частка іспаномовних становила 4,2 % від усіх жителів.
За віковим діапазоном населення розподілялося таким чином: 29,2 % — особи молодші 18 років, 59,7 % — особи у віці 18—64 років, 11,1 % — особи у віці 65 років та старші. Медіана віку мешканця становила 38,3 року. На 100 осіб жіночої статі у місті припадало 71,4 чоловіків;  на 100 жінок у віці від 18 років та старших — 82,1 чоловіків також старших 18 років.
Середній дохід на одне домашнє господарство  становив 44 287 доларів США (медіана — 33 750), а середній дохід на одну сім'ю — 55 964 долари (медіана — 70 000). За межею бідності перебувало 13,6 % осіб, у тому числі 12,5 % дітей у віці до 18 років та 0,0 % осіб у віці 65 років та старших.
Цивільне працевлаштоване населення становило 34 особи. Основні галузі зайнятості: транспорт — 23,5 %, публічна адміністрація — 17,6 %, освіта, охорона здоров'я та соціальна допомога — 17,6 %.